# Лидија Чарска
Лидија Чарска била је руска књижевница.

## Биографија
Лидија Алексејевна Чурилова (Чарска) рођена је у Санкт Петербургу. Иако је била глумица, ипак су је препознавали прије као списатељицу. Њена дјела била су најчитанија почетком двадесетог вијека, а нека од њих препоручивана су као обавезна лектира. Завршила је школовање на Царској позоришној академији и након тога запослила се у Александријском театру. У том периоду узима псеудоним Чарска. Писала је приче, приповјетке, стихове, драме, бајке за малишане и романе за одрасле. Њене књиге појавиле су се не само у Русији, него и у Чешкој, Њемачкој, Енглеској, Француској и многим другим земљама. Иза пројекта " Сабрана дјела Лидије Чарске" стоји и Руска православна црква и Друштво руских писаца.

## Остало
Лидија је врло рано остала без мајке и није прихватала очеву другу супругу. Била је удата за официра Бориса Чурилова, али брак није дуго трајао. После развода посветила се школовању и сину Јурију.